# Canadian Singles Chart
Canadian Singles Chart je lista najprodavanijih singlova u Kanadi koji objavljuje američki SoundScan. Lista se sastavlja svake srijede, a objavljuje se četvrtkom pod Jam! na kanadskom internetskom pretraživaču Canoe. 
Kada je 1996. objavljena ova lista, sastojala se od 200 mjesta (od kojih je prvih 50 objavljivao Jam!). Ali zbod jakog pada tržišta singlova u Kanadi, sada se objavljuje samo prvih 10 singlova na SoundScan listi (jer SoundScan ne objavljuje singlove koji nisu prodani barem u 10 kopija).
Pad prodaje singlova se osjetio još početkom 1990-ih, a većinom se pjesme nisu ni mogle naći kao komercijalno izdanje. Kao rezultat toga, lista je rijetko odražavala pravo stanje popularnosti pjesma u Kanadi. Kao primjer se navodi Elton John s pjesmom "Candle in the Wind" koja je u Top 20 ostala tri godine. Nakon 2004. se pad prodaje singlova još jače osjetio zbog sve veće popularnosti digitalnog downloada. Tako prodaja singlova nije pouzdana u novim vremenima kao što je bila u 90-ima i ranim 2000-ima.
Nielsen SoundScan je 2005. uveo Digital Track chart, koja se zasnivala na broju downloadiranih pjesma s Napstera, puretracks, iTunesa i Archambault. Zatim je 2006. uvedena Digital Songs lista koja je uključivala download bilo koje verzije pjesme. Ova lista se objavljuje u časopisu Billboard i Billboard.biz.
Billboard je uveo potpuno novu listu Canadian Hot 100 7. lipnja 2007. Ona se zasniva na broju prodanih singlova, digitalnom downloadu koje prati Nielsen SoundScan, te na airplayu kojeg mjeri Nielsen BDS.

## Vanjske poveznice
- Broj 1 singlovi 1957. - 1986.
- Canadian Top 50 Singles